# Deftones
Deftones este o formație americană de metal alternativ formată în 1988 în Sacramento, California. Membrii formației sunt:
- Chino Moreno
- Stephen Carpenter
- Abe Cunningham
- Frank Delgado

## Discografie
- Adrenaline (1995).
- Around the Fur (1997).
- White Pony (2000).
- Deftones (2003).
- B-Sides & Rarities (2005).
- Saturday Night Wrist (2006).
- Eros (2008).
- Diamond Eyes (2010)
- Koi No Yokan (2012)
- Gore (2016)
- Ohms  (2020)